# Улица Косарева (Саранск)
У́лица Ко́сарева — улица в Октябрьском районе города Саранска. Идёт от улицы Волгоградской и на север до пересечения с проспектом 70-летия Октября и далее на северо-восток, переходя в шоссе Саранск — Чамзинка — Ульяновск. Является одной из главных транспортных магистралей микрорайона «Заречный» (Химмаш).

## История
Образована решением исполкома Саранского горсовета от 22 января 1966 года, в её состав вошли бывшая улица Карельская на Посопе и новая, застраиваемая, территория по Чамзинскому шоссе. Улица названа в честь советского государственного и партийного деятеля 1920—1930-х годов Александра Васильевича Косарева.

## Предприятия и организации
- Торговый центр «Космос» — ул. Косарева, 5а
- Баня № 8 (ООО «Купрей») — ул. Косарева, 38
- Рынок «Заречный»
- Торговый центр «Караван» — ул. Косарева, 76а
- Городская телефонная станция — ул. Косарева, 15
- 31-е отделение связи — ул. Косарева, 19
- ГПТУ № 3
- Городской родильный дом № 2 — ул. Косарева, 122
- Городская клиническая больница № 5 — ул. Косарева, 116а

## Религия
- Православная церковь (деревянная) иконы Божией Матери «Неупиваемая Чаша» — ул. Косарева, 112в
- Церковь евангельских христиан-баптистов «Благодать» — ул Косарева, 47

## Транспорт
- Автобус — маршруты № 1э, 2, 4, 5, 12, 20э, 23, 30э, 41, 44.
- Троллейбус — маршруты № 5, 5а, 10, 15.
- Маршрутные такси — маршруты № 16, 20, 21, 32, 37, 40, 50.[3]

## Достопримечательности
- Своеобразная «визитная карточка» улицы — заметные издалека три высотных 16-этажных корпуса дома № 13, получившие народное прозвище «Кинг-конги».
- На перекрёстке с улицей Лихачёва в 1984 году был построен первый (и до сих пор единственный) в городе подземный переход.
- Скульптура младенца в капустных листьях, установленная возле роддома № 2.